# Catoudden
Cato Point är en udde på sydvästra Bouvetön (Norge). Den kartlades för första gången av en tysk expedition år 1898 under Carl Chun. Den norska kaptenen Harald Horntvedt gick i land här på sin expedition med Norvegia år 1927. Det är därifrån udden fått sitt namn.